# Shoemaker-Levy 9
Shoemaker-Levy 9 (kurz auch SL9) war ein 1993 entdeckter Komet. Seine offizielle Bezeichnung ist D/1993 F2 (Shoemaker-Levy). Das „D“ in seiner Bezeichnung steht für das englische „disappeared“ („verschwunden“) und zeigt an, dass der Komet nicht mehr existiert. Seine Bruchstücke tauchten im Juli 1994 in den Planeten Jupiter ein. Er erhielt seinen Namen, weil er der neunte kurzperiodische Komet war, der von Carolyn und Eugene Shoemaker zusammen mit David H. Levy entdeckt wurde.

## Entdeckung
Der Komet wurde erstmals auf einem Foto nachgewiesen, das am 24. März 1993 mit einem 46-cm-Schmidt-Teleskop am Mount-Palomar-Observatorium in Kalifornien aufgenommen wurde. Der Japaner Shuichi Nakano sagte den erwarteten Zusammenstoß als Erster voraus. Die Beobachtung wurde in der Folge von anderen Astronomen bestätigt. Rasch wurde klar, dass es sich um einen ungewöhnlichen Kometen handelte: Er befand sich offenbar nahe am Planeten Jupiter und war in mehrere Fragmente zerbrochen.

## Umlaufbahn
Der Komet geriet vermutlich schon während der 1960er Jahre unter die starken Gravitationskräfte des Jupiters und wurde so als Quasisatellit in eine stark elliptische Bahn um den Planeten Jupiter gezwungen. In der Folge passierte er im Juli 1992 Jupiter innerhalb der Roche-Grenze. Aufgrund der Gezeitenkräfte zerbrach der Komet, der ursprünglich einen Durchmesser von rund 4 km gehabt haben dürfte, in 21 Fragmente zwischen 50 und 1000 m Größe, die sich auf einer mehrere Millionen Kilometer langen Kette aufreihten. Zur Unterscheidung wurden die Fragmente mit den Buchstaben „A“ bis „W“ bezeichnet. (Die Buchstaben „I“ und „O“ wurden wegen ihrer Ähnlichkeit mit den Ziffern „1“ und „0“ nicht verwendet.)
Aufgrund der Nähe zu Jupiter unterlag die Bahn des Kometen großen Störungen. Die in der Infobox angegebenen Bahnelemente beschreiben die Umlaufbahn des Kometen im Mai 1993 aus heliozentrischer Sicht: Mit einer großen Halbachse von 5,16 AE, einer Exzentrizität von 0,07 und einer Bahnneigung von 1,4° war die Bahn der des Jupiter (großen Halbachse 5,20; Exzentrizität 0,05; Bahnneigung 1,3°) sehr ähnlich, zumal der Komet ja von Jupiter „eingefangen“ wurde. Aus Sicht des Jupiter bewegte sich der Komet auf einer stark elliptischen Bahn (Exzentrizität größer als 0,99) im Abstand von bis zu 0,33 AE um den Planeten.
Nur zwei Monate nach der Entdeckung zeigte die Bahnbestimmung der Astronomen, dass die Kometenstücke im Juli 1994 mit dem Planeten Jupiter kollidieren würden.

## Eintauchen in Jupiter

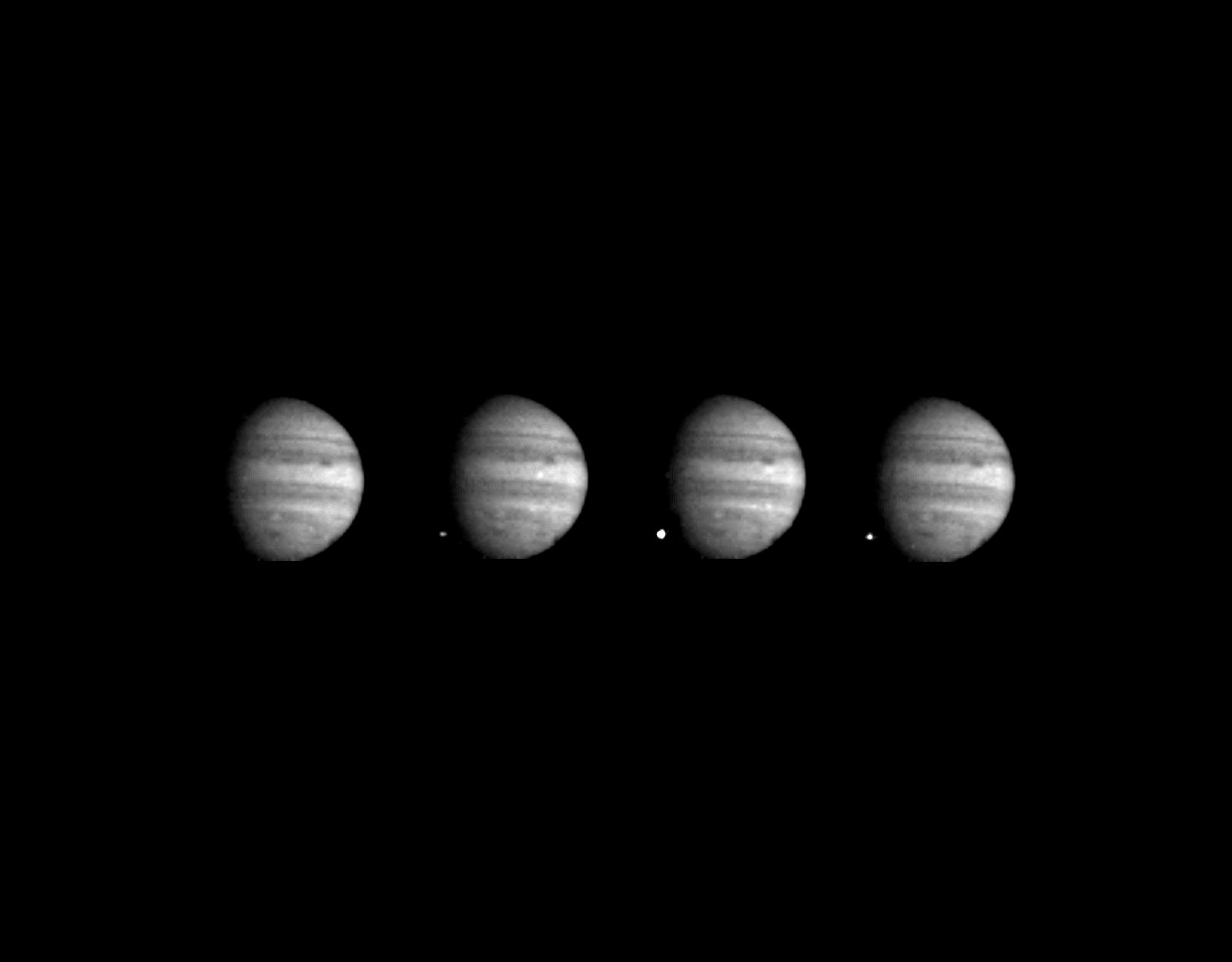
Einschlag des Fragments „W“, aufgenommen von der Raumsonde Galileo (NASA)

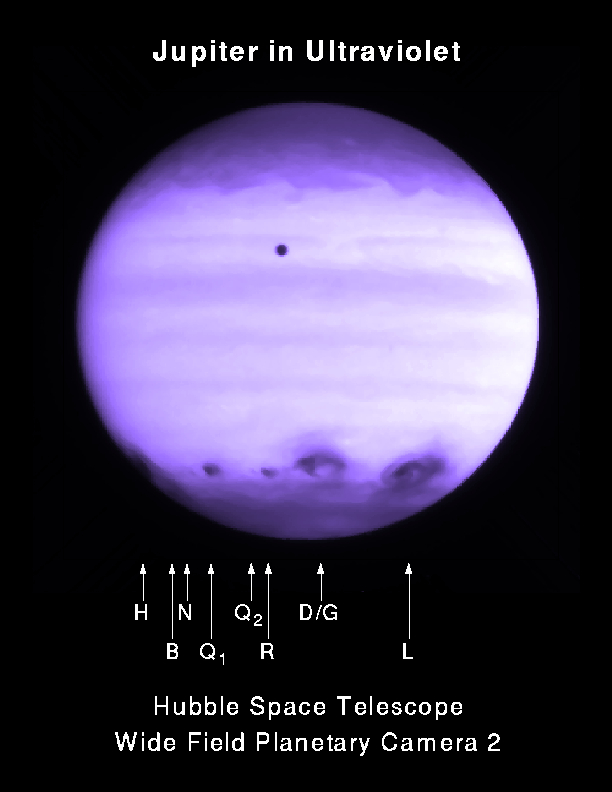
Dunkle Flecken in der Atmosphäre des Planeten Jupiter nach dem Eintauchen des Kometen Shoemaker-Levy 9 (Der Punkt oben im Bild ist der Jupitermond Io), Ultraviolett-Aufnahme vom 21. Juli 1994 (HST, NASA).

Zwischen dem 16. Juli und dem 22. Juli 1994 schlugen die Bruchstücke des Kometen Shoemaker-Levy 9 in Jupiters südlicher Hemisphäre mit einer Geschwindigkeit von 60 km/s ein und setzten dabei die Energie von 50 Millionen Hiroshima-Bomben / 650 Gigatonnen TNT frei. Dies war das erste Mal, dass die Kollision zweier Körper des Sonnensystems und die Auswirkungen eines solchen Impakts direkt beobachtet werden konnten.
Obwohl die Einschlagstelle aus Sicht der Erde knapp hinter dem „Rand“ Jupiters lag und somit nicht direkt einsehbar war, konnten die Astronomen sogenannte „Plumes“ (heiße Gasblasen, ähnlich einem „Atompilz“) über den Rand Jupiters aufsteigen sehen. Aufgrund der raschen Rotation von Jupiter wurden die Einschlagstellen nur wenige Minuten nach den Impakten von der Erde aus sichtbar. Es zeigte sich, dass sie dunkle Flecken mit Durchmessern bis zu 12.000 km in der Atmosphäre Jupiters hinterlassen hatten, die über Monate hinweg sichtbar blieben.
Einzig die Raumsonde Galileo konnte aus einer Entfernung von 1,6 AE die Impakte direkt beobachten. Aufgrund einer defekten Parabolantenne waren die Kapazitäten der Raumsonde für die Datenübertragung allerdings beschränkt, und es konnten nicht alle Messwerte zur Erde übermittelt werden. Hinzu kam, dass Galileo infolge der Challenger-Katastrophe erst mit drei Jahren Verspätung zum Jupiter geschickt wurde – wäre der Starttermin 1986 gehalten worden, hätte die Raumsonde die Einschläge aus nächster Nähe im Jupiterorbit verfolgen können.
In den Spektren der Plumes wurden große Mengen molekularen Schwefels (S2) und Kohlenstoffdisulfids (CS2) gefunden, mehr als durch die Explosion eines vergleichsweise kleinen Kometenkerns hätte freigesetzt werden können. Man vermutet den Ursprung daher in tieferen Atmosphärenschichten des Jupiter. Weitere nachgewiesene Moleküle sind Kohlenstoffmonoxid (CO), Ammoniak (NH3) und Schwefelwasserstoff (H2S). Auch Emissionslinien von Eisen, Magnesium und Silizium wurden beobachtet: Die Hitze der Explosionen muss also ausgereicht haben, diese Metalle zu verdampfen. Wasser wurde in geringeren Mengen beobachtet, als das zunächst erwartet worden war. Vermutlich wurden die Wassermoleküle durch die Hitze aufgespalten.
Die Kollision wurde nicht nur von Astronomen beobachtet, die in dieser Woche nahezu alle verfügbaren Möglichkeiten zur Beobachtung Jupiters ausschöpften, sondern auch in den Massenmedien mit großem Interesse verfolgt.